# Umar ibn al-Chattab

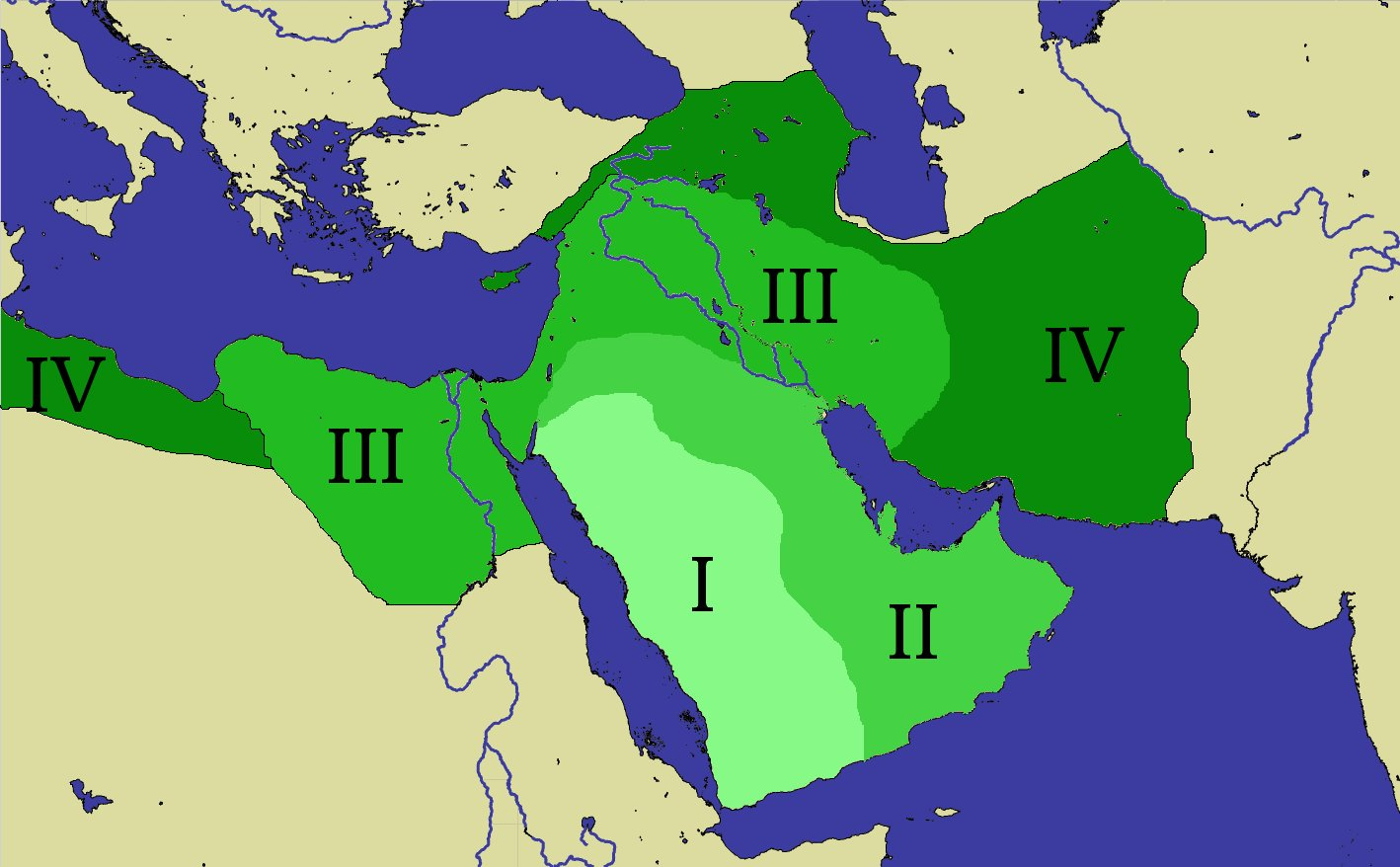
Ekspansja państwa arabskiego za: I – Mahometa, II – Abu Bakra, III – Umara, IV – Usmana

Umar ibn al-Chattab, także Omar (arab. عمر بن الخطاب; ur. ok. 591, zm. 3 listopada 644 w Medynie) – od 634 drugi kalif, drugi z czterech zwanych później sprawiedliwymi, jeden z twórców potęgi imperium arabsko-muzułmańskiego.

## Życiorys

### Osobowość Umara
„Był wysoki jak wieża, silnie zbudowany i łysy. Zajmował się handlem, nawet jako kalif. Prowadził niezwykle skromny tryb życia: miał tylko jedną koszulę i płaszcz, jedno i drugie bardzo połatane. Spał na łóżku z liści palmowych i nie kłopotał się o nic, prócz sprawy utrzymania czystości wiary.”

### Teść Mahometa
Był teściem proroka Mahometa, który ożenił się z jego córką, Hafsą. Hafsa liczyła wówczas 20 lat i już była wdową – jej mąż poległ pod Uhud w 625. Według tradycji Umar przypadkowo natrafił na swoją siostrę Fatimę i jej męża, Saida, nawróconych już wcześniej na islam i słuchających sury XX („Ta ha”). Tak go poruszyły słowa Koranu, iż przyjął nową religię Umar należał według tradycji do 7 „emigrantów”, którzy wraz z 7 „pomocnikami” (ansar) wynieśli proroka rannego w bitwie pod Uhud w niedostępne góry. Poparł wybór Abu Bakra na kalifa po śmierci proroka Mahometa w 632. Po rychłej śmierci Abu Bakra w 634 sam został wybrany kalifem. Pierwsi trzej kalifowie rezydowali w Medynie. Umar sprawował kalifat w latach 634–644.

### Podbój Syrii
Oprócz pobudek religijnych, do podboju pchnęły Arabów względy ekonomiczne. Stosunkowo obiektywny Al-Balazuri (zm. 892) pisze, że Abu Bakr wzywając mieszkańców Arabii do „świętej wojny” rozbudzał w nich „pragnienie wojny i łupu, jaki można zdobyć na Grekach” Działania przeciw Syrii (krajowi Asz-Szam) podjął już Abu Bakr. Za Umara arabscy zdobywcy operują jednocześnie w Iraku i Syrii. Chalid ibn al-Walid, “miecz Allaha”, zdobywszy Al-Hirę, stolicę buforowego państwa arabskiego Lachmidów w Iraku, w ciągu 17 dni forsownej jazdy na wielbłądach przedziera się do Syrii. Tu pokonuje inne arabskie państewko buforowe, Ghassanidów, w bitwie pod Mardż Rahit i pod Bosrą, jedną ze stolic Ghassanidów, łączy się z resztą sił muzułmańskich. Chalid Ibn al-Walid zostaje głównodowodzącym Arabów. 30 lipca 634 Arabowie odnoszą zwycięstwo pod Adżnadajn. Zdobył Busrę bez oporu, następnie Al-Fihl (gr. Pella) w styczniu 635. W lutym pokonują przeciwnika pod Mardż as-Suffar, we wrześniu 635, po 6 miesiącach oblężenia zajmują Damaszek. Dalej dostają się w ich ręce kolejno: Baalbak, Hims, Hama i inne miasta. Mieszkańcy Szajzaru witają zdobywców przy akompaniamencie orkiestry. 20 sierpnia 636 nad rzeką Jarmuk 25-tysięczna armia Arabów pokonuje wojska bizantyjskie liczące 50 tys., pod wodzą Teodora, brata cesarza Herakliusza (610–641). Po tym zwycięstwie Chalid, którego kalif Umar nie lubił, został odwołany, a jego miejsce zajął Abu Ubajda Ibn al-Dżarrah. Z kolei po nim obejmie zarząd Mu’awija, przyszły kalif (661–680). Jerozolima broniła się jeszcze do 638, Cezarea do 640; ta ostatnia padła po 7 latach oblężenia, w wyniku zdrady jednego z mieszkańców. Ludność miejscowa Syrii i Palestyny czuła silniejszą więź z Arabami, należącymi również do ludów semickich, niż z Konstantynopolem, ponadto jako wyznawcy głównie monofizytyzmu, była zrażona do cesarza bizantyjskiego, który narzucał im własne dogmaty religijne.

### Podbój Iraku, Iranu i Armenii
W Mezopotamii dowodził Arabami Sad ibn Abi Wakkas, jeden z towarzyszy Proroka. W czerwcu 637 rozbił Persów pod wodzą Rustama w bitwie pod al-Kadisijją i wkroczył do stolicy Sasanidów w Ktezyfonie (Al-Madain). Zdobywcy prowadzili operacje wojskowe przeciw Persom ze świeżo założonych obozów wojskowych, Al-Basry i Al-Kufy (ta ostatnia powstała koło stolicy Lachmidów w Al-Hirze), które w przyszłości staną się ważnymi ośrodkami miejskimi. Al-Kufa będzie za Alego i pierwszych Abbasydów stolicą kalifatu. Pod koniec 637 Arabowie rozbijają Persów pod Dżalula, a w 641 zdobywają Mosul. W 642 dobijają resztki wojsk perskich w bitwie pod Nihawandem (koło starożytnej Ekbatany), w której dowodził bratanek Sada ibn Abi Wakkasa. W 640 podbijają Al-Ahwaz (zwany również Chuzistanem lub Arabistanem), w 649–650 zdobywają Istachr (starożytne Persepolis) stolicę Farsu i miejsce pochówku starożytnych królów perskich z dynastii Achemenidów, dalej Chorasan, Beludżystan, i około 643 docierają do granic Indii. W latach 640–652 muzułmanie podbijali bizantyńską Armenię. W 651 Jazdagird III zostaje zgładzony w czasie ucieczki koło Merwu przez jednego z własnych ludzi – skończył podobnie, jak Dariusz III uciekający przed Aleksandrem Macedońskim.

### Podbój Egiptu
W 639 Amr Ibn al-As samowolnie wyrusza przeciw Egiptowi i stawia kalifa Umara przed faktem dokonanym. W styczniu 640 zdobywa Peluzjum (arab. Al-Farama) po miesięcznym oblężeniu, następnie Bilbajs na wschód od dzisiejszego Kairu i przystępuje do oblężenia Babilonu – twierdzy nad Nilem, w pobliżu wyspy Ar-Rawda. Kalif dosyła mu posiłki pod wodzą Az-Zubajra Ibn al-Awwama, Cyrus (arab. Al-Mukawkas), patriarcha Aleksandrii i gubernator bizantyjski Egiptu, pośpieszył do Babilonu z wojskiem pod wodzą Augustalisa Teodora. W lipcu 640 Amr rozbił armię bizantyjską pod Ajn asz-Szams (ob. Heliopolis, dzielnica Kairu z lotniskiem). Teodor uciekł do Aleksandrii, a Cyrus zamknął się w Babilonie. Cyrus nawiązał rokowania z Arabami i zgodził się płacić daninę, o czym powiadomił cesarza. Cesarz Herakliusz (610–641) oskarżył go o zdradę i skazał na banicję. Arabowie zdobyli Babilon w 641 i zawarli pokój z Cyrusem, który tymczasem wrócił do łask po śmierci cesarza Herakliusza w lutym 641. Zgodził się, licząc na zachowanie choć części władzy pod panowaniem Arabów, na płacenie podatków i nie wpuszczanie wojsk bizantyjskich. Młodziutki Konstans II (641–668) ratyfikował układ w 642. Koptowie poinstruowani przez przywódcę religijnego podporządkowali się nowej władzy, zwłaszcza że za Bizantyjczykami nie przepadali. Późniejsza tradycja koptyjska uznała jednak Cyrusa za Antychrysta i prześladowcę kościoła koptyjskiego. Na miejscu obozu Amra oblegającego Babilon stanęło nowe miasto – Al-Fustat (ob. tzw. ‘stary Kair’) z pierwszym w Afryce meczetem (z 641–642), nazwanym imieniem Amra Ibn al-Asa. Amr został odwołany ze stanowiska gubernatora Egiptu przez następnego kalifa, Usmana. Istnieje legenda o Bibliotece Aleksandryjskiej, którą mieli zniszczyć zdobywcy arabscy. Jednak starożytny księgozbiór zniszczyli już legioniści Cezara w 48 p.n.e., a kolejny, tzw. Bibliotekę-Córkę (gdy pełniła funkcję nie tylko biblioteki, ale też pogańskiej świątyni) kazał zniszczyć cesarz Teodozjusz I na mocy edyktu z 389.

### Śmierć
Umar został zasztyletowany 3 listopada 644 w meczecie w Medynie przez jeńca perskiego, chrześcijanina imieniem Abu Lulu’a, któremu rzekomo udało się zbiec do miasta Kaszan.

## Dokonania

### Tzw. konstytucja Umara
Jest to w istocie dokument fikcyjny, który faktycznie nie pochodzi od kalifa Umara, ale z czasu znacznie późniejszego. Jego podstawowe założenia streszczają się w następujących punktach:
1. na terenie Arabii żadna religia poza islamem nie będzie tolerowana; w związku z tym, mimo treści poprzednich układów, mają zostać wypędzeni m.in. żydzi z oazy Hajbar oraz chrześcijanie z oazy Nadżran;
2. Arabowie mają unikać związków małżeńskich z ludnością podbitą; mają tworzyć swego rodzaju kastę, arystokrację wojskową; w związku z tym Arabowie nie mogą uprawiać ziemi poza Arabią; za to będą płacić dużo mniejsze podatki w porównaniu z ludnością podbitą; z tego też względu Arabowie z początku, na terenach podbitych, zamieszkiwali tylko obozy wojskowe, jak Al-Dżabijja, Amwas, Al-Ludd, Ar-Ramla w Syrii i Palestynie, Al-Fustat w Egipcie, Kufa i Basra w Iraku;
3. ludność na terenach podbitych, nawet po przyjęciu islamu będzie miała status podrzędny wobec rodowitych Arabów; po przyjęciu islamu przedstawicieli ludności podbitej zwalniano ze wszystkich podatków, łącznie z pogłównym; natomiast musieli oni płacić zakat – daninę będącą obowiązkiem religijnym;
4. ludność chronioną (tzw. dhimmi), czyli chrześcijan i wyznawców judaizmu, zwalniano ze służby wojskowej (w armii mogli służyć tylko muzułmanie), lecz za to płacili wysokie podatki; mieli też prawo do własnego sądownictwa i wolność praktykowania;
5. na łupy (ghanima) wojowników muzułmańskich mogą się składać jedynie majątek ruchomy oraz jeńcy, natomiast ziemia i pieniądze stanowią tzw. „faj’” i należą do całej wspólnoty muzułmańskiej.

W rzeczywistości za kalifa Umara nie rozróżniano jeszcze podatków pogłównego (dżizja) i gruntowego (charadż). Natomiast podział na tereny podbite przez kapitulację (sulhan) oraz przemoc (unwatan) to całkowita fikcja historyczna.

### Inne zasługi Umara
Umarowi przypisuje się przeprowadzenie pierwszego spisu powszechnego w państwie. Na czele listy znaleźli się członkowie Ahl al-Bajt (rodziny Mahometa), dalej towarzysze proroka, a następnie plemiona arabskie uszeregowane według zasług wojennych i znajomości Koranu. Z systemu perskiego zapożyczono instytucję diwanu – swego rodzaju ministerstwa finansów.

Armia została zorganizowana na wzór perski i bizantyjski, z podziałem na centrum i skrzydła oraz wyodrębnieniem straży przedniej i tylnej. Czysto arabski wkład do cywilizacji islamu zaznacza się jedynie w dziedzinie języka i w pewnym stopniu religii. Arabska kultura była „u podstaw oparta na zhellenizowanych kulturach aramejskiej i irańskiej”.